# Zunanji produkt
Zunánji prodúkt (tudi vnánji prodúkt) je v linearni algebri računska operacija z vektorji. Je posplošitev vektorskega produkta, le da je rezultat v tem primeru število (skalar). Zunanji produkt se označi z znakom {\displaystyle \wedge \!\,} (Λ). Je produkt v tem smislu, da tvori s seštevanjem in skalarnim množenjem algebro nad poljem, imenovano zunanja algebra. Verjetno je kvalificiran kot zunanji do te mere, da je njegov rezultat linearno neodvisen od njegovih operandov.
V abstraktni algebri pojem zunanjega produkta omogoča algebrsko upoštevanje konceptov usmerjenih območij in prostornin ter, v kateri koli razsežnosti, determinant, preko vektorskega produkta, ki so osnova obravnavanih podprostorov.
Če sta v kartezični ravnini podana vektorja {\displaystyle \mathbf {\vec {a}} =(a_{1},a_{2})\!\,} in {\displaystyle \mathbf {\vec {b}} =(b_{1},b_{2})\!\,}, je njun zunanji produkt enak:
{\displaystyle \mathbf {\vec {a}} \land \mathbf {\vec {b}} =a_{1}b_{2}-a_{2}b_{1}\!\,.}
Čeprav ime tega ne pove, je zunanji produkt izmeničen. V tem smislu se razlikuje od tenzorskega produkta, katerega dejansko predstavlja antisimetrizacijo.

## Zgodovina
Zunanji prudukt si je okoli leta 1844 zamislil nemški matematik Hermann Günther Grassmann. Ta koncept je leta 1878 integriral William Kingdon Clifford v svojo geometrijsko algebro, imenovano tudi Cliffordova algebra, ki posplošuje in razvija delo Grassmanna (Grassmanova algebra) kot tudi Williama Rowana Hamiltona leta 1843 o kvaternionih. Clifford je opisoval kvaternione kot posebno obliko transformacij (imenoval jih je rotorje). Grassmannova algebra pa je opisovala določene značilnosti, kot so dolžina, površina in prostornina. Clifford je definiral nov produkt, ki se imenuje geometrijski produkt.

## Zunanji produkt vektorjev

### Značilnosti
Za razliko od vektorskega produkta dveh vektorjev, zunanji produkt dveh vektorjev {\displaystyle E\!\,}, imenovan bivektor, ni vektor istega prostora, temveč novega prostora, označenega z {\displaystyle \wedge ^{2}(E)\!\,}. Medtem ko je vektorski produkt definiran samo v 3-razsežnem prostoru, je zunanji produkt definiran za poljubni koli vektorski prostor.
Pomembne značilnosti zunanjega produkta vektorjev:
- zunanji produkt dveh vektorjev je izmeničen – zunanji produkt vektorja s samim seboj je enak nič:

{\displaystyle \mathbf {\vec {a}} \wedge \mathbf {\vec {a}} =0\!\,.}
- zunanji produkt je bilinearen:

{\displaystyle \mathbf {\vec {a}} \wedge (\beta \mathbf {\vec {b}} )=\beta (\mathbf {\vec {a}} \wedge \mathbf {\vec {b}} )=(\beta \mathbf {\vec {a}} )\wedge \mathbf {\vec {b}} \!\,,}
{\displaystyle \mathbf {\vec {a}} \wedge (\mathbf {\vec {b}} +\mathbf {\vec {c}} )=\mathbf {\vec {a}} \wedge \mathbf {\vec {b}} +\mathbf {\vec {a}} \wedge \mathbf {\vec {c}} \!\,,}
{\displaystyle (\mathbf {\vec {b}} +c)\wedge \mathbf {\vec {a}} =\mathbf {\vec {b}} \wedge \mathbf {\vec {a}} +\mathbf {\vec {c}} \wedge \mathbf {\vec {a}} \!\,.}
- zaradi bilinearnosti pomeni, da je antisimetričen:[a]

{\displaystyle \mathbf {\vec {a}} \land \mathbf {\vec {b}} =-\mathbf {\vec {b}} \land \mathbf {\vec {a}} \!\,.}
- če je prostor {\displaystyle E\!\,} opremljen z evklidsko metriko, potem je tudi {\displaystyle \wedge ^{2}(E)\!\,} in je norma bivektorja enaka:

{\displaystyle \|\mathbf {\vec {a}} \wedge \mathbf {\vec {b}} \|=\|\mathbf {\vec {a}} \|\|\mathbf {\vec {b}} \|\sin({\widehat {\mathbf {\vec {a}} ,\mathbf {\vec {b}} }})\!\,.}
- zunanji produkt dveh vektorjev predstavlja ploščino paralelograma.

Posplošitev te računske operacije je zunanji produkt v Grassmannovi algebri, ki se imenuje tudi zunanja algebra.

### Povezava z vektorskim produktom
Zunanji produkt in Gibbsov vektorski produkt sta povezana z relacijo dualnosti. Rezultat vektorskega produkta je dejansko prikriti bivektor, ki je nadomeščen z vektorjem, in je njegov dvojnik v trirazsežnem prostoru. To pojasnjuje, zakaj je vektorski produkt veljaven le v trirazsežnem prostoru. Pravzaprav je le v takem prostoru dual bivektorja vektor.
Od vektorskega produkta se lahko preide k zunanjemu produktu z uporabo naslednje relacije:
{\displaystyle \mathbf {\vec {a}} \times \mathbf {\vec {b}} =-I(\mathbf {\vec {a}} \wedge \mathbf {\vec {b}} )\!\,,}
kjer je {\displaystyle I\!\,} enotski psevdoskalar 3-razsežnega prostora. Tukaj križ (krat) predstavlja vektorski produkt.

### Povezava s tenzorskim produktom
V skladu z najbolj klasičnim stališčem dejstvo, da je paralelepiped, podprt z družino vektorjev, »sploščen«, takoj ko je ta družina povezana, vodi do tega, da se zunanji produkt obravnava kot rezultat antisimetrizacije tenzorskega produkta, to je, da je najsplošnejša oblika asociativnega produkta. Takšno antisimetrizacijo se doseže s prehodom na kvocient, v tem primeru kvocient tenzorske algebre, povezane z vektorskim prostorom, ki se ga obravnava, z bilateralnim idealom te algebre, ustvarjene s tenzorskimi kvadrati {\displaystyle \mathbf {\vec {u}} \otimes \mathbf {\vec {u}} \!\,}, saj naj bi bili ti »sploščeni«. Tako se dobi zunanjo algebro {\displaystyle \bigwedge E\!\,} vektorskega prostora {\displaystyle E\!\,}. Tako je na določen način pojem zunanje algebre vektorskega prostora pred pojmom zunanjega produkta dveh vektorjev.
Zunanji produkt in tenzorski produkt, ki delujeta znotraj različnih algeber, načeloma ni mogoče združiti v istem izrazu. Torej, se formule:
{\displaystyle \mathbf {\vec {a}} \wedge \mathbf {\vec {b}} =\mathbf {\vec {a}} \otimes \mathbf {\vec {b}} -\mathbf {\vec {b}} \otimes \mathbf {\vec {a}} \!\,,}
včasih predstavljene kot definicijo zunanjega produkta ne bi smelo jemati dobesedno, temveč kot izražanje možnosti vložitve vektorskega prostora {\displaystyle \wedge ^{2}E\!\,} v {\displaystyle \otimes ^{2}E\!\,}, kjer {\displaystyle \wedge ^{2}E\!\,} označuje vektorski podprostor zunanje algebre {\displaystyle \bigwedge E\!\,}, ki ga ustvarijo »paralelogrami« (ali bivektorja) {\displaystyle \mathbf {\vec {u}} \wedge \mathbf {\vec {v}} }.

## Zunanji produkt multivektorjev
Zunanji podukt velja tudi za multivektorje. Z multivektorjem se razume najsplošnejši element geometrijske algebre, in sicer za {\displaystyle n\!\,}-razsežni prostor:
{\displaystyle M=\alpha +\beta \mathbf {\vec {A}} _{1}+\gamma \mathbf {\vec {A}} _{2}+\cdots +\mu \mathbf {\vec {A}} _{k}+\cdots \nu \mathbf {\vec {A}} _{n}\!\,,}
kjer grške črke predstavljajo skalarne vrednosti in {\displaystyle \mathbf {\vec {A}} \!\,} indeksirane {\displaystyle p\!\,}-vektorje s {\displaystyle p\leq n\!\,}.

## Večkratni zunanji produkt
V splošnem primeru se lahko z zunanjim produktom oblikuje entitete, ki se jih lahko imenuje {\displaystyle p\!\,}-vektorji. Tako je:
{\displaystyle \mathbf {\vec {a}} _{1}\wedge \mathbf {\vec {a}} _{2}\wedge \cdots \wedge \mathbf {\vec {a}} _{p}\in \wedge ^{p}(E)\!\,.}
Če je {\displaystyle p\!\,} strogo večji od razsežnosti prostora {\displaystyle E\!\,}, potem je {\displaystyle \wedge ^{p}(E)\!\,} ničelni prostor.
Če je {\displaystyle n\!\,} enak razsežnosti E, potem je {\displaystyle \wedge ^{n}(E)\!\,} vektorska premica.
Če je {\displaystyle E\!\,} na primer 3-razsežni evklidski prostor, so trivektorji mnogokratniki enotskega psevdoskalarja {\displaystyle I\!\,}:
{\displaystyle \mathbf {\vec {a}} \wedge \mathbf {\vec {b}} \wedge \mathbf {\vec {c}} =\lambda I\!\,,}
kjer je skalar prostornina paralelepipeda, zgrajena na teh treh vektorjih.